# Samoučinkovitost na delovnem mestu
Samoučinkovitost je prepričanje posameznika v lastno zmožnost za izvedbo določenih dejanj. Sestavljata jo ocena o pričakovanem rezultatu (torej pričakovanje, da bo vedenje imelo za posledico določen rezultat) in ocena o pričakovani učinkovitosti (oz. prepričanje o tem, kako uspešno lahko oseba izvede vedenje, ki vodi do želenega cilja) . Gre za konstrukt, ki se povezuje tudi s konstruktom upanja, predvsem z vidika pozitivnih pričakovanj, ki so pogosto povezana z uspehom v različnih situacijah .
Samoučinkovitost na delovnem mestu se torej povezuje s tem, kako oseba zaznava naloge, ki jih opravlja (torej ali se ji zdi, da imajo slednje učinek, ki vodi do želenega cilja oz. produkta) ter s tem, kako sposobno se čuti za opravljanje teh nalog. Govorimo lahko tako o samoučinkovitosti, ki se nanaša na prepričanje o lastni zmožnosti uveljavljanja v poklicu, kot o tej, ki se nanaša predvsem na uspešno opravljanje posameznih nalog. Govorimo lahko tudi o kolektivni samoučinkovitosti, ki se nanaša na prepričanje o sposobnosti delovanja celotne skupine, ki deluje na delovnem mestu .

## Povezani konstrukti
Samoučinkovitost visoko korelira s konstruktom upanja (celo toliko, da nekateri raziskovalci menijo, da gre za prekrivajoča se konstrukta) . Prav tako se deloma prekriva tudi s pojmom osebnih dosežkov (tj. zaznane možnosti za doseganje določenih dosežkov), kar pomeni tudi povezavo s koncepti avtonomije, (zaznane) kompetentnosti ipd.
Gre za eno od oblik samoevalvacije, ki služijo temu, da vrednotimo sebe in lastno delovanje . Povezuje se torej tudi s pojmi samospoštovanja, lokusa kontrole in nižjega nevroticizma. Višji nevroticizem namreč glede na predpostavke avtorjev morda vpliva na to, da posameznik bolj verjetno izbira situacije, v katerih bodo manj uspešni oz. v katerih se bodo srečali z bolj negativnimi posledicami, zaradi česar ima manj možnosti za pridobivanje pozitivnih izkušenj, ki bi pozitivno vplivale na zvišanje zaznane samoučinkovitosti . Povezuje se do neke mere tudi s ponotranjenimi vrednotami (povezave sicer niso zelo visoke), saj v primeru, da oseba poklic zaznava kot vreden, vanj vloži več truda, kar lahko vodi tudi do višje zaznane samoučinkovitosti .

## Pomen in posledice samoučinkovitosti na delovnem mestu
Moč prepričanja o samoučinkovitosti za opravljanje neke naloge vpliva na to, ali se bo oseba sploh spoprijela s situacijo in ali bo v njej vztrajala . Če oseba verjame, da je sposobna izvesti neko nalogo, se je bo raje in hitreje lotila, vložila bo več truda, kar pomeni tudi večjo verjetnost, da bo pri izvedbi naloge uspešna . Poleg tega velja, da bolj kot je pri posamezniku izražena samoučinkovitost, zahtevnejše naloge bo lahko prevzel in obvladoval .
Ker se ta konstrukt povezuje tudi z zadovoljstvom z življenjem ter z bolj učinkovitim spoprijemanjem z dolgčasom , lahko rečemo, da bo zaposleni, ki višje ocenjuje lastno samoučinkovitost, na delovnem mestu lažje dalj časa vztrajal, ob tem bo ohranjal pozitivno razpoloženje, bolje bo izkoristil svoj čas. Samoučinkovitost je konstrukt, ki je usmerjen predvsem v prihodnje akcije (in zaznavanje le-teh), zato je pri osebah, ki jo imajo višje izraženo, lažje spodbuditi razvoj potencialov v prihodnosti .
Zadovoljstvo z življenjem se povezuje tudi z manjšo verjetnostjo za pojav izgorelosti ter večjo motivacijio in produktivnostjo na delovnem mestu. Pri tem ima veliko vlogo tudi samoučinkovitost, saj pripomore k manjši zaznani obremenitvi, ki jo za posameznika predstavljata daljši delovni čas in zahtevnost dela, kar prav tako manjša verjetnost za pojav čustvene izgorelosti in kroničnih bolečin mišic. Samoučinkovitost pripomore tudi k temu, da posledice izgorelosti, če se ta pojavi, niso prehude . Pomembno je omeniti tudi, da se višje zaznana samoučinkovitost povezuje z boljšim zdravjem in počutjem, saj se bodo takšni posamezniki počutili bolj kompetentne za reševanje določenih problemov, zaradi česar bodo doživljali manj stresa in bodo imeli manjše možnosti za razvoj depresije in drugih motenj 
Že Bandura navaja, da se nizka samoučinkovitost povezuje tudi s slabše izraženimi oz. manj funkcionalnimi strategijami spoprijemanja s problemi, zato takšne osebe subjektivno doživljajo višjo stopnjo obremenitev. Na osebe z višjo samoučinkovitostjo tako lahko stresorji delovnega mesta vplivajo v manjši meri oz. manj obremenjujoče . Višanje samoučinkovitosti poleg tega lahko vpliva tudi na hitrejše okrevanje, če pride do izgorelosti, in olajša prilagajanje na spremembe, ki se pojavijo v podjetju oz. organizaciji. Prav tako izrazito zmanjša občutek čustvene obremenjenosti .
Prisotnost stresa zaposlenih (ki je večja, če se posamezniki zaznavajo kot manj učinkovite na delovnem mestu) lahko za organizacijo pomeni tudi manjšo prisotnost zaželenih vedenj (kot so zvestoba organizaciji) ter povečanje neželenih vedenj (večje število dni, ko oseba ne pride v službo, pogostejše bolezni ipd.), posledično pa se zmanjša tudi kvaliteta dela ter končni prihodek podjetja . Osebe z višje izraženo samoučinkovitostjo se poleg tega navadno bolje odzovejo tudi na uvedbo programov, ki skušajo pomagati pri zmanjševanju stresa na delovnem mestu . Ti programi pogosto vključujejo intervence, ki zvišujejo tudi samoučinkovitost. Kvalitetna izvedba takšnih programov rezultira v izboljšanju zdravja in počutja na delovnem mestu, zmanjševanju občutka preobremenjenosti, čustvene izčrpanosti in depersonalizacije (ki pomeni izgubo zavesti o lastni osebnosti) , zato je koristno, da imamo zaposlene, ki bodo za takšne programe bolj dojemljivi.
Samoučinkovitost po mnenju strokovnjakov torej vpliva na to, kako se posamezniki odzovejo na stresorje na delovnem mestu, na količino truda, ki so ga pripravljeni vložiti v reševanje problemov povezanih z nalogami in stresom na delovnem mestu ter na to kakšno bo njihovo splošno razpoloženje in zdravje . Pomembne povezave obstajajo tudi med samoučinkovitostjo, zadovoljstvom na delovnem mestu in učinkovitostjo na delovnem mestu (glede na ocene nadrejenih)  ter med samoučinkovitostjo in samooceno uspešnosti opravljenega dela, številom napredovanj, višjo povprečno oceno učinkovitosti dela s strani podrejenih in posledično višjo oceno na celotni meri delovne uspešnosti .

## Vplivajoči dejavniki
Visoko izražena samoučinkovitost na delovnem mestu po nekaterih raziskavah izraziteje blaži obremenjenost, ki jo povzroča stres le, če je oseba hkrati tudi usmerjena v reševanjem problemov in je nagnjena k aktivnem spoprijemanju s stresom, med tem ko ta povezava ni tako očitna, če je oseba pri reševanju problemov usmerjena bolj na čustva .
Osebe, ki vidijo v svojem delu vrednost, so bolj motivirane, se bolj pripravljene učiti ter dalj časa vztrajati pri opravljanju nalog, kar pripomore k večjemu številu priložnosti za razvijanje svojega znanja in pridobivanje pozitivnih izkušenj. Če je takšna notranja motivacija večja, je pogosto lažje spodbuditi in razviti zaznano samoučinkovitost, prav zaradi večje pripravljenosti za učenje in razvoj lastnih sposobnosti . Če imajo visoko notranjo motivacijo, bodo v delo vložili več truda, si pridobili več izkušenj zaradi česar bodo lahko s časom povečali tudi lastno samoučinkovitost.
Pomembno je omeniti, da lahko poleg tega na (merjeno) samoučinkovitost vplivajo nekateri pomembni dejavniki kot so izkušnje (torej ali je imela oseba dovolj časa, da se nauči delovati in spoprijemati s problemi na delovnem mestu ter ali je imela veliko priložnosti za pridobivanje pozitivnih izkušenj), prav tako pa nanjo vplivajo tudi zakoni, ki veljajo glede delovnega okolja, socialna opora, ki jo doživlja posameznik ter tudi lastnosti podjetja oz. inštitucije znotraj katere deluje . Prepričanje o lastni samoučinkovitosti torej lahko nekoliko varira glede na lastnosti delovne situacije, vrsto poklica in vrsto naloge.
Pozitivne izkušnje z delom ter predhodni uspehi pri opravljanju delovnih nalog bodo ustvarili več temeljev za oblikovanje pozitivnih prepričanj in pričakovanj v zvezi z obvladljivostjo nalog ter lastno uspešnostjo, torej bodo vplivale na višjo samoučinkovitost. Največja (negativna) povezava med samoučinkovitostjo in izgorelostjo se tako za primer pojavi pri osebah, ki so starejše in imajo več izkušenj .

## Spodbujanje samoučinkovitosti na delovnem mestu
Preko ustvarjanja pozitivnih izkušenj uspešnosti ter socialnega vpliva (torej preko postavljanja vzorov, oblikovanja prepričanj ipd.) lahko navadno povečamo zazanano samoučinkovitost za posamezne naloge . Prav tako lahko na povečanje samoučinkovitosti vplivamo tako, da poskrbimo, da lahko oseba znotraj organizacije zazna možne dolgoročne cilje, ki si jih lahko postavi ter, da ima dostop do konstruktivne in spodbudne povratne informacije glede njihovega dela s strani nadrejenih in sodelavcev. Pomembno je, da si pridobiva pozitivne izkušnje, dobi informacije o lastni uspešnosti ter je dobro seznanjena s tem kar se od nje pričakuje ter z načini možnih izvedb za posamezne naloge . Dobro je tudi, če ima pri tem vzornika oz. mentorja, ki ji pri tem pomaga.
Nekatera podjetja uvajajo programe za zmanjševanje stresa, ki pogosto pripomorejo tudi k večanju samoučinkovitosti. Navadno se v te programe vključuje posamezne elemente kognitivno-vedenjske terapije (npr. tehnike čuječnosti), učenje tehnik sproščanja in načrtovanja časa ter ustrezne fizične vadbe . Eden od načinov za spodbujanje samoučinkovitosti je uravnavanje čustvenih in fizioloških reakcij, ki vplivajo na trenutno razpoloženje oseb in njihovo zaznavanje določenih situacij, kar vpliva tudi na oblikovanje prepričanj glede lastne učinkovitosti in število zaznanih možnosti za uspeh pri reševanju problemov . Zaradi tega vidika omenjeni programi spodbujajo razumevanje miselnega toka, ki lahko vpliva na prepričanja v povezavi z delovnim mestom in na njihovo vsakdanje razpoloženje ter iskanje ustreznih ciljev, glede na katere lahko organizirajo svoje življenje in načrtovanje korakov, ki so potrebni za doseganje ciljev .
Posledice teh programov so vidne v boljšem počutju zaposlenih, zmanjševanju občutka preobremenjenosti, čustvene izčrpanosti in depersonalizacije, posledično pa povzročajo tudi boljšo splošno delovno učinkovitost. Treba je omeniti, da so ti rezultati bolje vidni pri osebah, ki so višje notranje motivirane za opravljanje nekega poklica, največjo korist od programa pa so imele osebe, ki so bile visoko notranje motivirane, vendar so imele nizko izraženo samoučinkovitost . Če je bila notranja motivacija nižje izražena, udeleženci niso imeli koristi od programa, povečal se je celo njihov nivo depersonalizacije , zato bi bilo smiselno pred začetkom programa skušati najprej povečati notranjo motivacijo zaposlenih skozi ustrezno oblikovanje delovnega mesta in delovnih nalog. Tako bodo zaposleni lažje dosegli tudi višje stopnje samoučinkovitosti ter se posledično bolje odzivali na možne programe pomoči .
Še eden od načinov, ki spodbujajo višanje samoučinkovitosti je sprememba načina vodenja oz. prisotnost dobrega voditelja. Ta namreč lahko močno vpliva na prepričanja podrejenih, s tem pa tudi na njihovo zaznano samoučinkovitost, vrednote, motivacijo in vedenja . Koristno je, če vodja aktivno spodbuja zaposlene. Vodenje, ki spodbuja višjo samoučinkovitost zahteva voditelja, ki je podrejenim vzor (služi kot model zaželenega vedenja, ki mu lahko sledijo), aktivno podaja tudi verbalne spodbude, tudi v smeri prevzemanja večjega števila izzivov, povezanih z njihovim delovnim mestom ter, da se učijo novih, kompleksnejših vedenj ter tako pridobivajo nove kompetence (in s tem pozitivne izkušnje glede lastnega delovanja), skuša razložiti vlogo posameznika v kontekstu širših ciljev organizacije, do njega izrazi cenjenje in poudarja ideale organizacije.
Vse to poveča motivacijo za izvajanje kompleksnejših nalog, prav tako pa podrejeni zaradi takšnega pristopa zaznajo več možnosti za uspeh znotraj podjetja . Na ta način pri podrejenih spodbujajo tudi globlji občutek pripadnosti, višja pričakovanja glede lastnih sposobnosti ter možnosti uspeha znotraj organizacije . Zaposleni lahko preko ponotranjenja prepričanj vodja in preko zavedanja glede tega, kaj se od njega pričakuje in zakaj je njegovo vedenje pomembno, ojačajo zaznavanje sebe kot nekoga, ki je lahko učinkovit in katerega akcije imajo lahko želene posledice .
1. 1 2 3 4  Bandura, A. (1977). Self-efficacy: Toward a Unifying Theory of Behavioral Change. Psychological Review, 84(2), 191-215.
2. 1 2 3  Zhou, M. in Kam, C. C. S. (2016). Hope and General Self-efficacy: Two Measures of the Same Construct? The Journal od Psychology, 150(5), 543–559.
3. ↑  Fesel Martinčevič, M. (2004). Samoučinkovitost v kontekstu organizacijske psihologije. Psihološka obzorja, 13(3), 77-106.
4. 1 2 3 4 5 6 7 8 9 10 11 12 13 14 15  Lloyd, J., Bond, F. W. in Flaxman, P. E. (2017). Work-Related Self-Efficacy as a Moderator of the Impact of a Worksite Stress Management Training Intervention: Intrinsic Work Motivation as a Higher Order Condition of Effect. Journal of Occupational Health Psychology, 22(1), 115–127.
5. 1 2 3  Judge, T. A. in Bono, J. E. (2001). Relationship of Core Self-Evaluations Traits—Self-Esteem, Generalized Self-Efficacy, Locus of Control, and Emotional Stability—With Job Satisfaction and Job Performance:  A Meta-Analysis. Journal of Applied Psychology, 86(1), 80-92.
6. 1 2 3 4 5 6  Hannah, S. T., Schaubroeck, J. M. in Peng, A. C. (2016). Transforming Followers’ Value Internalization and Role Self-Efficacy: Dual Processes Promoting Performance and Peer Norm-Enforcement. Journal of Applied Psychology, 101(2), 252–266.
7. 1 2 3 4 5 6  Shoji, K., Cieslak, R., Smoktunowicz, E., Rogala, A., Benight, C. C. in Luszczynska, A. (2016). Associations between job burnout and self-efficacy: a meta-analysis. Anxiety, Stress and Coping, 29(4), 367-386.
8. ↑  Orpen, C. (1995). Self-efficacy beliefs and job performance among Black managers in South Africa. Psychological Reports, 76(2), 649-650.